# Brandon Johnson
Brandon Johnson (ur. 6 marca 1985) – amerykański lekkoatleta, płotkarz i sprinter. Od 2012 specjalizuje się w biegu na 800 metrów.

## Osiągnięcia
- srebro mistrzostw świata juniorów (bieg na 400 metrów przez płotki, Grosseto 2004)
- złoty medal mistrzostw świata juniorów (sztafeta 4 x 400 m, Grosseto 2004) W biegu finałowym amerykańska sztafeta w składzie: Johnson, LaShawn Merritt, Jason Craig oraz Kerron Clement ustanowiła aktualny rekord świata juniorów – 3:01,09.
- brąz mistrzostw ibero-amerykańskich (bieg na 800 metrów, Rio de Janeiro 2016)
- medalista mistrzostw USA

## Rekordy życiowe
- bieg na 400 metrów przez płotki – 48,59 (2005)
- bieg na 400 metrów – 46,34 (2005)
- bieg na 400 metrów (hala) – 47,61 (2006)
- bieg na 800 metrów – 1:43,97 (2013)